# ليوبولدو مينينديث
ليوبولدو مينينديث (بالإسبانية: Leopoldo Menéndez López)‏ هو عسكري إسباني، ولد في 30 أبريل 1891 في أوردونيا في إسبانيا، وتوفي في 1965 في مدينة مكسيكو في المكسيك.